# Stenaråsen
Stenaråsen, gård i Bäckebo socken, Norra Möre härad, Nybro kommun. På gårdens ägor finns en backstuga som förvaltas av Bäckebo sockens hembygdsförening.